# Anne Golon

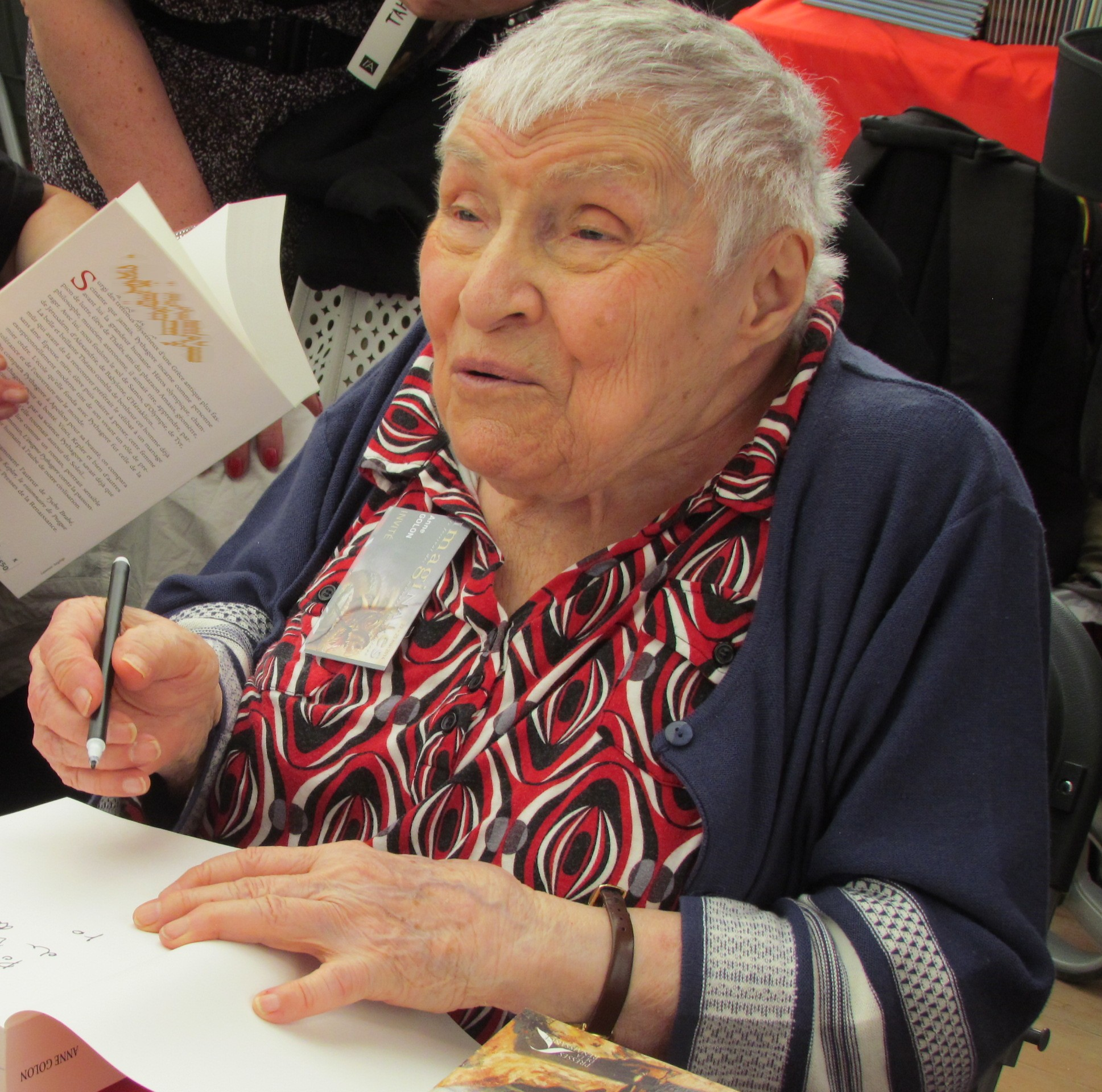
Anne Golon (2014)

Anne Golon (* 17. Dezember 1921 in Toulon, Frankreich als Simone Changeux; † 14. Juli 2017 in Versailles, Frankreich) war eine französische Schriftstellerin, die mit einer Romanserie über ihre Heldin Angélique bekannt wurde. Mit mehr als 150 Millionen Exemplaren in 45 Sprachen ist „Angélique“ einer der größten Bucherfolge des 20. Jahrhunderts.

## Leben
Geboren wurde Anne Golon in das Haus eines Marinekapitäns, der davon träumte, ein Buch mit farbigen Luftpostkarten herauszugeben. Anne machte dazu die Kolorierungen und entdeckte dabei ihre erste Leidenschaft, die Malerei. Die zweite Leidenschaft kam mit 18 Jahren zum Tragen, die Schriftstellerei. Sie verfasste ihr erstes Buch Au pays de derrière mes yeux („Ein Land hinter meinen Augen“). Kaum 20 Jahre alt, musste sie im Zweiten Weltkrieg aus Paris mit dem Fahrrad vor der einmarschierenden deutschen Armee flüchten. Sie schlug sich bis nach Spanien durch.
Unter verschiedenen Pseudonymen schrieb sie nach dem Krieg zuerst für die Zeitschrift France 47, aus der später das France Magazine hervorging. Nachdem sie einen Literaturpreis für La Patrouille de Saint Innocent erhalten hatte, entschloss sie sich, in den Kongo zu reisen, um Stoff zu sammeln für einen Roman über das Ende der Kolonialisierung. Dort traf sie den russischen Aristokraten Wsewolod Sergejewitsch Golubinow (1903–1972), der sein Land während der Revolution 1917 mit seinen Familienangehörigen verlassen hatte. Von Beruf war er Geologe und Chemiker und sprach elf Sprachen. Seinen Lebensunterhalt verdiente er sich mit der Untersuchung von Goldvorkommen in China, Indochina, Laos und zuletzt in Afrika, wo er auf die junge französische Journalistin traf. Sie kehrten zusammen nach Frankreich zurück und begannen gemeinsam, erste, jedoch wenig erfolgreiche Bücher zu verfassen. Sie verfassten eine Tiergeschichte, die ein Pariser Verlag verlegte. Das Paar nannte sich damals erstmals Serge und Anne Golon. Der Verlagsleiter gab ihnen den Rat, historisch-abenteuerliche Frauenromane zu schreiben, den sie mit ungewöhnlichem Erfolg verwirklichten.
Da Anne Golon zu der Zeit in Versailles wohnte, sollte der Roman in der Zeit des Sonnenkönigs Ludwig XIV. spielen. Nach dreijährigem Milieu- und Quellenstudium in Versailles und längeren Recherchen an verschiedenen Orten wurde 1957 in Frankreich ihr 900-seitiger Roman Angélique, Marquise des Anges unter dem Pseudonym Anne Golon veröffentlicht. Da der Roman dem Verlag zu umfangreich war, wurde er in zwei Bände aufgeteilt. Der zweite Teil erschien unter dem Titel Angélique, le Chemin de Versailles.
Im Jahr 2008 erhielt die mittlerweile über 80-jährige Anne Golon nach einem Jahrzehnte andauernden Rechtsstreit die Rechte an ihrer Geschichte zurück. Sie überarbeitete sie und war bis zu ihrem Tod dabei, einen letzten Band zu verfassen. Dieser und alle bisher erschienenen werden neu und erstmals in ungekürzter Fassung in die deutsche Sprache übersetzt. 
Der erotische Geschichtsroman für Frauen ist, obwohl sie erheblich zur Popularisierung des Genres beigetragen hat, keine Erfindung Golons. Bereits 1944 hatte Kathleen Winsor in den Vereinigten Staaten den Angélique-Romanen thematisch sehr ähnlichen Bestsellerroman Amber veröffentlicht.

## Angélique

### Romane

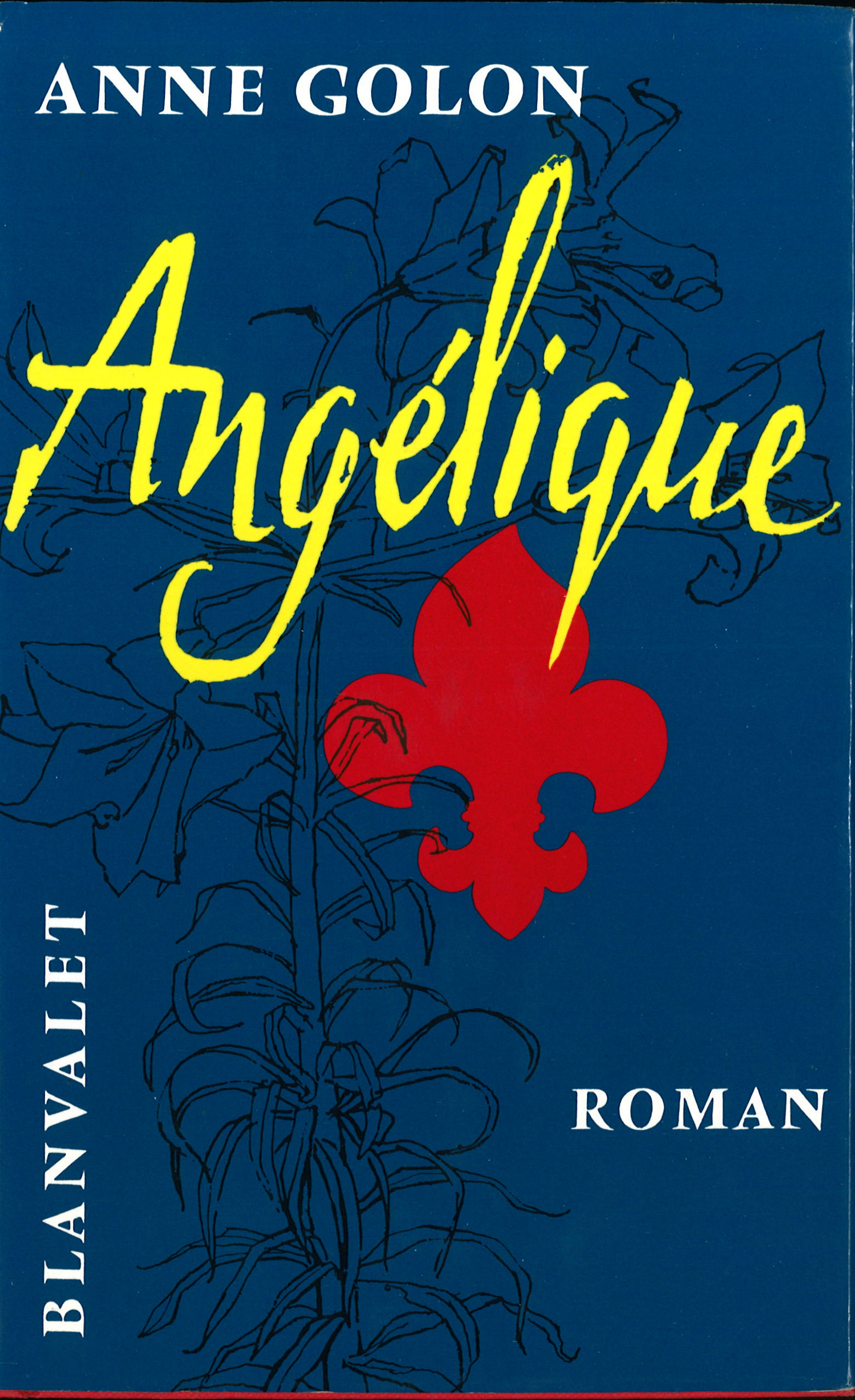
Angélique (Umschlagbild)

Die Erstveröffentlichung erfolgte nicht in Frankreich, sondern schon 1956 in Deutschland bei Blanvalet unter dem Titel „Angélique“. In der französischen Fassung ist ihr Ehemann mit dem Pseudonym „Serge Golon“ als Mitverfasser angegeben, in der deutschen Ausgabe steht sie von Anfang an als alleinige Verfasserin.
Der ungeheure Erfolg führte zu einer ganzen Reihe weiterer Romane um ihre Heldin Angélique, die erst den anfangs ungeliebten Joffrey de Peyrac heiraten muss, diesen durch Intrigen verliert, für tot hält und später als Piraten im Mittelmeer wiederfindet.
Anne Golon schrieb an der Welt der Angélique weiter, bis 1985 der letzte Roman erschien, „Angélique triumphiert“. Insgesamt erschienen die Romane in 45 verschiedenen Sprachen und bei 320 verschiedenen Herausgebern. Der Erfolg ihrer Romane zog eine ganze Flut weiterer historischer Romane anderer Autoren nach sich.
Durch die Vielfalt der Abenteuer, die ihre Hauptfigur erlebt, gewährt Anne Golon dem Leser Einblicke in nahezu sämtliche Gesellschaftsschichten Frankreichs zur Zeit des Sonnenkönigs. Als Tochter eines Barons ursprünglich aus dem verarmten Landadel stammend, gelangt Angelique als Gräfin und Marquise bis in die Höflingskreise um Ludwig XIV., fällt aber auch in die Gesellschaft von Bettlern und Straßenräubern und lebt unter Handwerkern und Kleinbürgern. Auch geografisch und politisch sind die Themenfelder der Romanserie weit gefasst: die Kämpfe des Königs mit dem Provinzadel im Zeichen des heraufziehenden Absolutismus spielen ebenso eine Rolle wie die Verfolgung der Hugenotten, der Sklavenhandel im Mittelmeer und die beginnende Kolonialisierung der karibischen Inseln und Nordamerikas. Dabei werden immer wieder historische Begebenheiten und Personen mit den fiktiven der Romane verknüpft.

### Verfilmungen
Nachdem bereits sieben Bände der Saga erschienen waren, entdeckte auch der französische Film die Abenteuer der jungen Angélique, und 1964 wurde der erste Roman unter dem Titel „Angélique“ („Angélique, marquise des anges“) verfilmt.
Regisseur Bernard Borderie entschloss sich, zeitgleich mit dem ersten Film auch den zweiten Teil zu drehen. So erschien dann schon 1965 „Angélique, 2. Teil“. Die Hauptrolle spielte die Französin Michèle Mercier, die seitdem untrennbar mit der Figur in Erinnerung ist. Angéliques Ehemann Joffrey de Peyrac wurde dargestellt von Robert Hossein. Drei weitere Filme sollten folgen, in denen unter anderen auch der Sänger Jean-Claude Pascal als Osman Ferradji oder der Robinson Crusoe-Darsteller Robert Hoffmann auftraten.

## Wirkung
Zu den Epigoninnen bzw. Nachfolgerinnen Golons zählt unter anderem Juliette Benzoni, die 1963 mit der Publikation ihrer sechsbändigen Cathérine-Reihe begann. 1969 folgte der erste Band ihrer ebenfalls sechsteiligen Marianne-Reihe.
In den Vereinigten Staaten entstand 1972 das Genre der Bodice Ripper, das den Werken Golons und Benzonis thematisch ebenfalls sehr ähnlich ist.